# Dingjiayao (sockenhuvudort i Kina, Shanxi Sheng, lat 39,99, long 112,21)
Dingjiayao är en sockenhuvudort i Kina. Den ligger i provinsen Shanxi, i den norra delen av landet, omkring 240 kilometer norr om provinshuvudstaden Taiyuan. Antalet invånare är 2 335. Befolkningen består av 1 113 kvinnor och 1 222 män. Barn under 15 år utgör 13,0 %, vuxna 15-64 år 75 %, och äldre över 65 år 11,0 %.
Runt Dingjiayao är det ganska tätbefolkat, med 67 invånare per kvadratkilometer. Närmaste större samhälle är Weiyuan, 12,3 km öster om Dingjiayao. Trakten runt Dingjiayao består i huvudsak av gräsmarker.
Genomsnittlig årsnederbörd är 614 millimeter. Den regnigaste månaden är juli, med i genomsnitt 179 mm nederbörd, och den torraste är december, med 3 mm nederbörd.